# Unsere Liebe Frau (Heilsbronn)

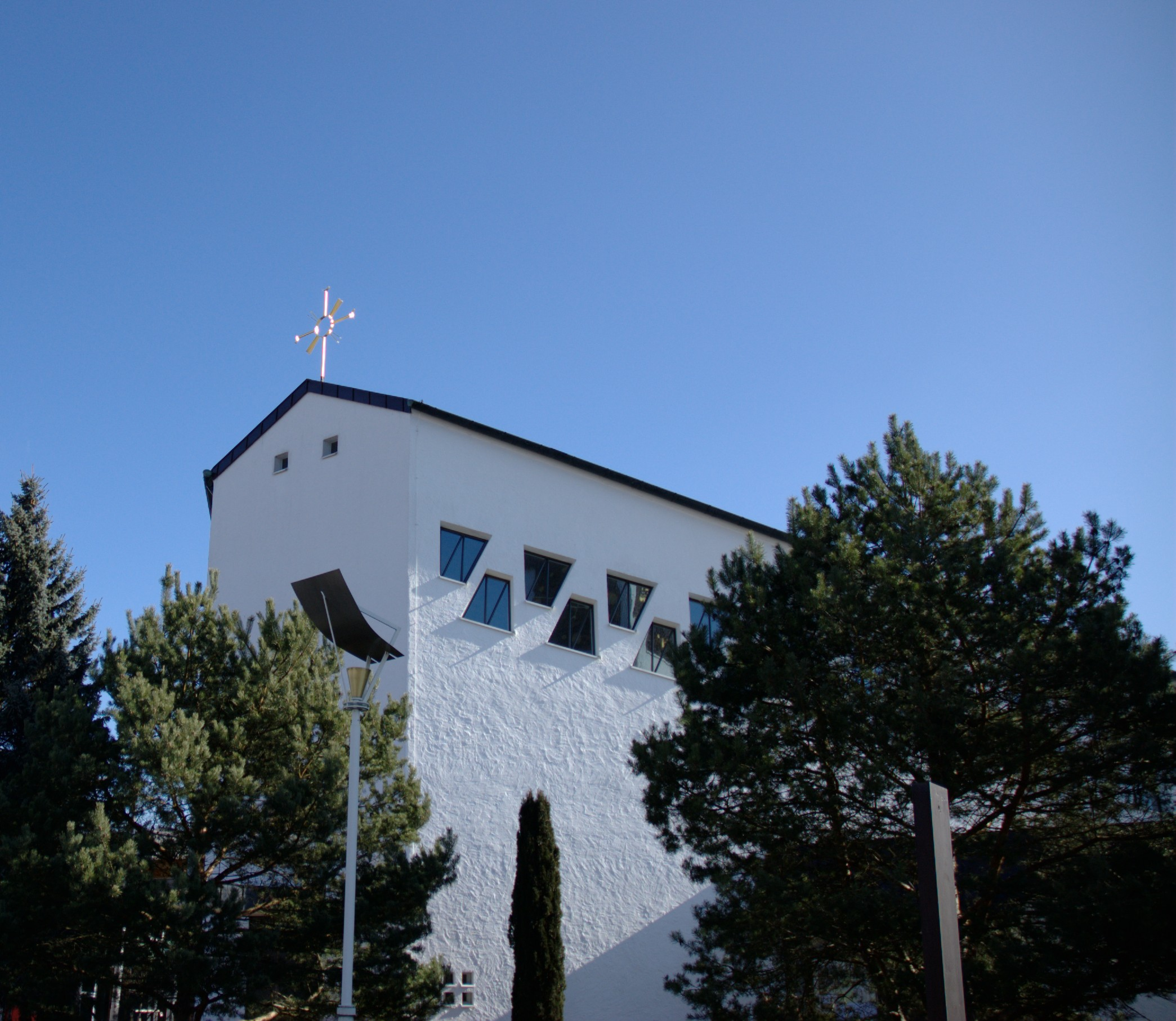
Unsere Liebe Frau, West- und Südseite

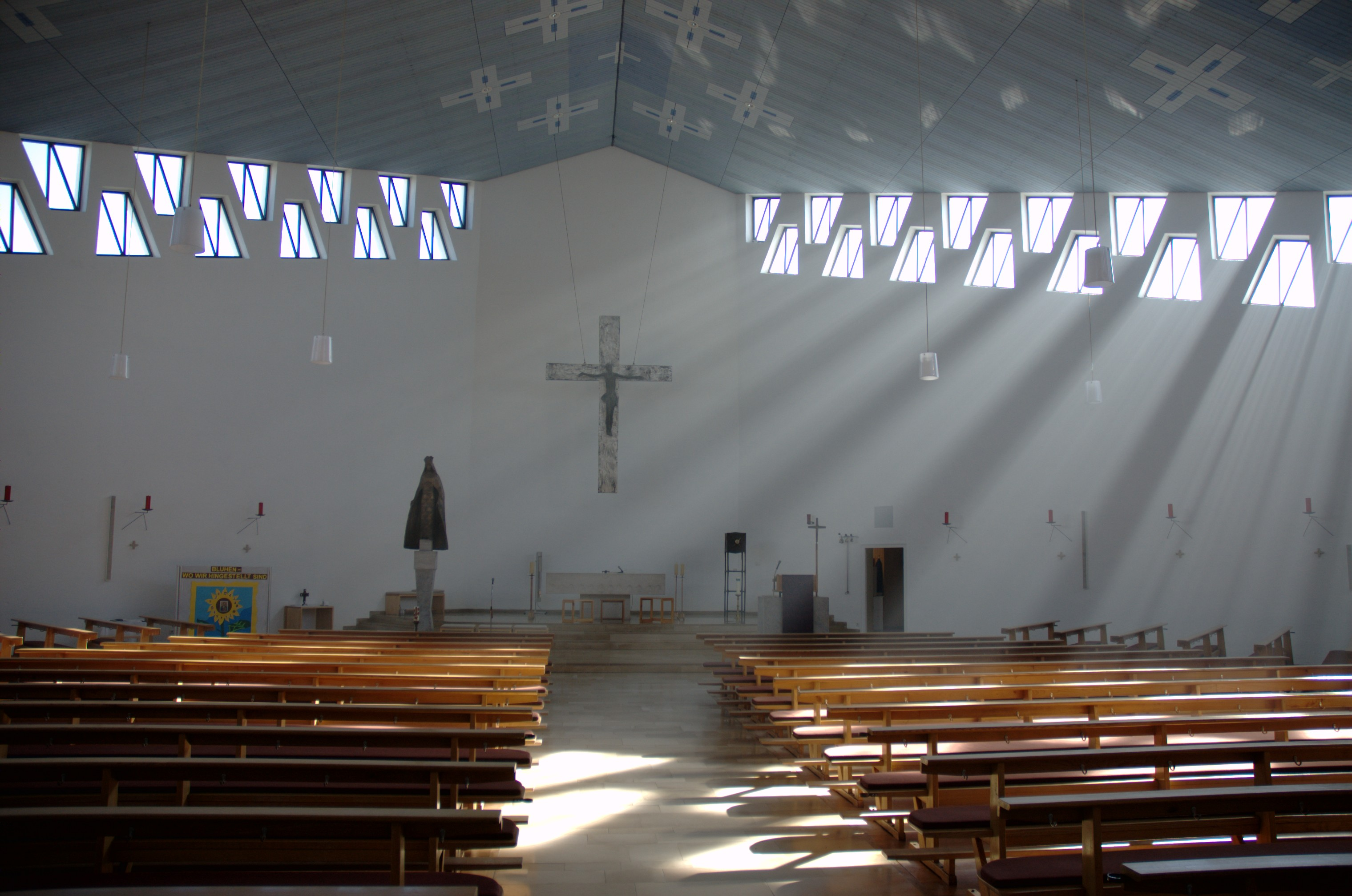
Unsere Liebe Frau, Innenansicht

Unsere Liebe Frau ist eine nach Maria benannte römisch-katholische Kirche in Heilsbronn (Dekanat Herrieden des Bistums Eichstätt).

## Kirchengemeinde
Seit der Reformation ist Heilsbronn überwiegend evangelisch. 1871 waren nur 46 der 998 Einwohner römisch-katholisch. Diese waren nach St. Vitus (Veitsaurach) gepfarrt. Am 10. Februar 1878 wurde in Heilsbronn im ehemaligen Refektorium des Heilsbronner Klosters der erste katholische Gottesdienst abgehalten, den Pfarrer Hofmann dort fortan alle vierzehn Tage hielt. Ende August 1878 setzte man in Heilsbronn einen Hilfspriester ein, da der Pfarrer von Veitsaurach den Heilsbronner Seelsorgebezirk, zu dem inzwischen 117 Ortschaften gehörten, nicht mehr allein versehen konnte. 1908 wurde Heilsbronn eine Expositur von Veitsaurach. 1889 wurde das ehemalige Refektorium durch die Diözese Eichstätt aufgekauft und zur katholischen Kirche umgewidmet. 1925 waren 112 der 1550 Einwohner katholisch. Nach dem Zweiten Weltkrieg stieg die Zahl der Katholiken durch Flüchtlinge aus Schlesien, Böhmen und Mähren stark an. Sie fanden in der 1948 gegründeten Schönbühl- oder Werkvolksiedlung eine neue Heimat.
Heilsbronn wurde 1950 zur Pfarrei erhoben. Zu dieser gehörte bis 1970 die Kuratie St. Johannes (Lichtenau), bis 1976 die Kuratie St. Franziskus (Neuendettelsau) und bis 1993 die Kuratie St. Bonifatius (Dietenhofen).
1959 wurde der Grundstein der katholischen Kirche auf dem Gelände an der Ansbacher Straße gelegt. Ihre Einweihung fand am 7./8. Januar 1961 statt.
Am 1. Januar 1992 wurden folgende Orte nach St. Franziskus umgepfarrt: Adelmannssitz, Aich, Bechhofen, Birkenhof, Frohnhof, Großhaslach, Hammerschmiede, Külbingen, Mausendorf, Mausenmühle, Neumühle, Schafhof, Steinbach, Vestenberg, Watzendorf und Wollersdorf. Külbingen hatte schon Jahre zuvor um eine Umpfarrung gebeten, was allerdings nicht genehmigt wurde. 2004 wurde der Pfarreiverband Heilsbronn gegründet, zu der Heilsbronn, Lichtenau-Sachsen und Neuendettelsau-Petersaurach gehören.
Die Pfarrei Heilsbronn hat heute ca. 2100 Gläubige.

## Kirchengebäude
Unsere Liebe Frau ist ein moderner hexagonaler Bau, wobei die West- und Ostseite nur ein Drittel der Länge der übrigen vier Seiten haben. Der Dachrücken verläuft leicht ansteigend von der Ost- zur Westseite. Die vier langen durch Trapezfenster durchbrochenen Seiten fallen jeweils von der höheren West- und Ostseite ab. Die Kirche ist durch ein Rechteckportal im Westen zugänglich. An der Südseite schließt sich das eingeschossige Gemeindezentrum an. Etwas abseits steht im Südwesten der Kirchturm mit quadratischem Grundriss, der mit einem vierseitigen Spitzdach abschließt.
Der Altarraum befindet sich im Osten und ist um drei Stufen erhöht. In der Mitte steht eine Steinmensa, das Tabernakel zur rechten und eine Marienstatue zur linken Seite. Ein Kruzifix hängt freischwebend über dem Altar. Der Ambo steht auf der ersten Stufe zur rechten Seite. Im Westen befindet sich die Orgelempore. 2004 wurde eine Pfeifenorgel neu angeschafft.